# Tumed
Tumed (en mongol: Түмэд, romanizado: Tümed, en chino, 土默特; pinyin, Tǔmò'te) es una bandera
bajo la administración directa de la Prefectura Baotou en la provincia de Mongolia Interior, República Popular China. 
El área total es de 2368 kilómetros cuadrados. La población total en 2007 fue de 355 000 habitantes, toda la bandera tiene 16 grupos étnicos, la mongol es la minoría principal con el 80% del total étnico. Las minorías étnicas representan el 3.3% de la población.

## Administración
La Bandera de Tumed se divide en 8 pueblos que se administran en 5 poblados 3 villas.

## Toponimia
Oficialmente la bandera se llama Bandera Derecha de Tumed, tumed se refiere a un subgrupo de mongoles que habita en esta región, ese nombre fue tomado de la unidad Tumen que era una división del ejército de 10 mil hombres.
El nombre Derecha se refriere a que en 1969 la bandera se dividió en dos, la parte occidental quedó bajo la jurisdicción de la ciudad de Baotou y la parte oriental (Izquierda) en la ciudad de Hohhot .

## Geografía
La región yace en la meseta Hetao (河套) que se podría dividir en dos, la primera es la zona montañosa Deqing (大青山) que pertenece al sistema de Montañas Yin donde hay cumbres que superan los 2000 m s. n. m., la segunda es la zona urbana llana aluvial que se extiende por 23 km² ubicada a una altitud promedio de 1000 m s. n. m. y la tercera es la zona llana agrícola. La ciudad es bañada y forma su límite sur por el Río Amarillo .
La bandera está al oeste de Hondlon  (sede de gobierno local) distanciada de la misma por 80 km y comunicada por la carretera G6. Huimin (sede de gobierno de Hohhot, capital provincial) se ubica en el este a 118 km.

## Economía
La economía está dominada por la agricultura, hay minerales como carbón y existen minas metálicas como cobre.